# Rafael Capote
Rafael Capota (født 5. oktober 1987) er en cubansk/qatarsk håndboldspiller, der spiller for El Jaish SC og Qatars håndboldlandshold.